# Lahage (Belgique)
Pour les articles homonymes, voir Lahage.
Lahage est un village de la commune belge de Tintigny située en Région wallonne dans la province de Luxembourg. Il fait partie de la Gaume, une région géographiquement et culturellement différente de l'Ardenne. On y parle traditionnellement le gaumais.

## Patrimoine
- Le Gros Cron[2] est un rocher escarpé formé de multiples couches de cron, une pierre spongieuse et grise. Elle a donné son nom à un lieu-dit de Lahage.